# Uuden Musiikin Kilpailu 2024
La tredicesima edizione di Uuden Musiikin Kilpailu si è svolta presso la Nokia Arena di Tampere il 10 febbraio 2024 e ha selezionato il rappresentante finlandese all'Eurovision Song Contest 2024 a Malmö.
I vincitori sono stati Windows95man feat. Henri Piispanen con No Rules!.

## Organizzazione
L'emittente finlandese Yleisradio (Yle) ha confermato la partecipazione della Finlandia all'Eurovision Song Contest 2023 il 14 maggio 2023, annunciando inoltre l'organizzazione della 13ª edizione di Uuden Musiikin Kilpailu (UMK) per selezionare il proprio rappresentante. Dal 21 al 24 agosto 2023 l'emittente ha dato la possibilità agli aspiranti partecipanti di inviare i propri brani, con la condizione che gli artisti partecipanti e che almeno uno dei compositori fossero cittadini o residenti permanenti in Finlandia.
L'evento, che è stato presentato da Benjamin Peltonen, Pilvi Hämäläinen e Viivi Pumpanen, si è svolto in un'unica serata da 7 partecipanti dove il voto combinato del televoto e della giuria internazionale, con un peso rispettivamente del 75% e del 25% sul risultato, ha decretato il vincitore.

### Giuria
La giuria internazionale per UMK 2024 è stata composta da:
- Armenia – Maléna (Vincitrice del Junior Eurovision Song Contest 2021)
- Lussemburgo  – Eric Lehmann
- Regno Unito – Olly Alexander (Rappresentante del Regno Unito all'Eurovision Song Contest 2024)
- Slovenia  – Joker Out (Rappresentanti della Slovenia all'Eurovision Song Contest 2023)
- Spagna – Rafael Herrera
- Svezia  – Thobias Thorwid
- Ucraina – Tvorchi (Rappresentanti dell'Ucraina all'Eurovision Song Contest 2023)

## Partecipanti
I sette partecipanti, selezionati fra le 419 proposte ricevute da una giuria tecnica presieduta da Tapio Hakanen, sono stati svelati il 10 gennaio 2024. I brani sono stati pubblicati in digitale ciclicamente dall'11 fino al 19 gennaio 2023.
| Artista                            | Titolo              | Lingua             | Compositori |
| ---------------------------------- | ------------------- | ------------------ | --- |
| Cyan Kicks                         | Dancing with Demons | Inglese            | Dan Lancaster, Elize Ryd, Niila Perkkiö, Sara Ryan, Susanna Alexandra                                                                          |
| Jesse Markin                       | Glow                | Inglese            | Jesse Markin, Totte Rautiainen |
| Mikael Gabriel & Nublu             | Vox populi          | Finlandese, estone | Aniachunamoso Nnebedum, Elias Hjelm, Johannes Naukkarinen, Jukka Immonen, Markkus Pulk, Mikael Gabriel, Omar Aberkane, Teemu Juhani Javanainen |
| Sara Siipola                       | Paskana             | Finlandese         | Emmi Hakala, Kaisa Korhonen, Mikko Koivunen, Sara Siipola                                                                                      |
| Sexmane                            | Mania               | Finlandese         | Daniel Okas, Edward Maximilian Sene, Jussi "Jussifer" Karvinen, Santeri Kauppinen                                                              |
| Sini Sabotage                      | Kuori mua           | Finlandese         | Aleksanteri Hulkko, Sini-Maria Makkonen, Sonny Kylä-Liuhala, Veikka Erkola, Vilma Virintie                                                     |
| Windows95man feat. Henri Piispanen | No Rules!           | Inglese            | Henri Piispanen, Jussi Roine, Teemu Keisteri                                                                                                   |

## Finale
La finale si è tenuta il 10 febbraio 2024 presso la Nokia Arena di Tampere ed è stata presentata da Benjamin Peltonen, Pilvi Hämäläinen e Viivi Pumpanen. L'ordine d'uscita è stato reso noto il 25 gennaio 2024.
Durante la serata si sono esibiti come ospiti il vincitore dell'edizione precedente Käärijä, Erika Vikman, i Kuumaa e Katri Helena, rappresentante della Finlandia all'Eurovision Song Contest 1979 e 1993, nonché un'esibizione di Benjamin durante il conteggio dei voti.
A vincere il voto della giuria e del televoto sono stati rispettivamente Sara Siipola e Windows95man feat. Henri Piispanen; una volta sommati i punteggi i secondi sono stati proclamati vincitori della manifestazione, superando di 40 punti di distacco la seconda classificata.
| # | Artista                            | Titolo              | Punteggio | Punteggio | Punteggio | Posizione |
| # | Artista                            | Titolo              | Giuria    | Televoto  | Totale    | Posizione |
| - | ---------------------------------- | ------------------- | --------- | --------- | --------- | --------- |
| 1 | Sini Sabotage                      | Kuori mua           | 38        | 27        | 65        | 7         |
| 2 | Cyan Kicks                         | Dancing with Demons | 48        | 80        | 128       | 4         |
| 3 | Jesse Markin                       | Glow                | 34        | 76        | 110       | 5         |
| 4 | Mikael Gabriel & Nublu             | Vox populi          | 42        | 136       | 178       | 3         |
| 5 | Sara Siipola                       | Paskana             | 70        | 203       | 273       | 2         |
| 6 | Sexmane                            | Mania               | 34        | 74        | 108       | 6         |
| 7 | Windows95man feat. Henri Piispanen | No Rules!           | 28        | 285       | 313       | 1         |

| Brano               | ARM | ESP | UKR | LUX | SVN | GBR | SWE | Totale |
| ------------------- | --- | --- | --- | --- | --- | --- | --- | ------ |
| Kuori mua           | 12  |     |     | 6   | 6   | 4   | 10  | 38     |
| Dancing with Demons | 6   | 8   | 10  | 10  | 2   | 8   | 4   | 48     |
| Glow                | 2   | 2   | 4   |     | 8   | 6   | 12  | 34     |
| Vox populi          | 4   | 10  | 12  | 8   | 4   | 2   | 2   | 42     |
| Paskana             | 8   | 12  | 8   | 12  | 12  | 10  | 8   | 70     |
| Mania               | 10  | 4   | 2   | 2   | 10  |     | 6   | 34     |
| No Rules!           |     | 6   | 6   | 4   |     | 12  |     | 28     |